# Plan AUGE
El Plan de Acceso Universal de Garantías Explícitas (o Plan AUGE) de Chile consiste, según lo establecido por la Ley N.º 19.966 (que lo denomina Régimen General de Garantías en Salud) en una reglamentación en la cual cada 3 años se agregan nuevas patologías al sistema sanitario que garantiza el acceso a las acciones de promoción, protección y recuperación de la salud. Las Garantías Explícitas son:
- Acceso: Obligación de Fonasa y las Isapres de asegurar las prestaciones de salud.
- Oportunidad en la atención: Existencia de un plazo máximo para el otorgamiento de las prestaciones de salud garantizadas.
- Calidad: Otorgar la atención de salud garantizada por un prestador registrado o acreditado.
- Protección financiera: Contribución, pago o copago que deberá efectuar el afiliado por prestación o grupo de prestaciones.

El Régimen General en Salud está vigente desde el 1 de julio de 2005. Son beneficiarios los cotizantes o afiliados a FONASA o una ISAPRE. Para el año 2006 hay unas 40 enfermedades cuya atención está garantizada, pasando a ser 56 en el 2007, 69 el 2010, 80 en el 2013, 85 en el 2019 y 87 en 2022.

## Enfermedades cubiertas
Algunas de las enfermedades cubiertas son:
1. Insuficiencia crónica renal terminal.
2. Cardiopatías congénitas operables en menores de 15 años.
3. Cáncer cervicouterino
4. Alivio del dolor por cáncer avanzado y cuidados paliativos.
5. Infarto agudo al miocardio
6. Diabetes mellitus tipo I
7. Diabetes mellitus tipo II
8. Cáncer de mama en personas de 15 años y más.
9. Disrafias espinales
10. Tratamiento quirúrgico de escoliosis en menores de 15 años.
11. Tratamiento quirúrgico de cataratas
12. Endoprótesis total de cadera en personas de 65 años y más con artrosis de cadera con limitación funcional severa.
13. Fisura labiopalatina
14. Cáncer en menores de 15 años.
15. Esquizofrenia
16. Cáncer de testículos en personas de 15 años y más.
17. Linfomas en personas de 15 años y más.
18. Síndrome de inmunodeficiencia adquirida VIH/SIDA.
19. Infección respiratoria aguda (IRA) baja de manejo ambulatorio en menores de 5 años.
20. Neumonía adquirida en la comunidad de manejo ambulatorio en personas de 65 años y más.
21. Hipertensión arterial primaria o esencial en personas de 15 años y más.
22. Epilepsia no refractaria en personas desde 1 año y menores de 15 años.
23. Salud oral integral para niños de 6 años.
24. Prematurez
25. Trastornos de generación del impulso y conducción en personas de 15 años y más, que requieren marcapaso.
26. Colecistectomía preventiva del cáncer de vesícula en personas de 35 a 49 años.
27. Cáncer gástrico
28. Cáncer de próstata en personas de 15 años y más.
29. Vicios de refracción en personas de 65 años y más.
30. Estrabismo en menores de 9 años.
31. Retinopatía diabética
32. Desprendimiento de retina regmatógeno no traumático.
33. Hemofilia
34. Depresión en personas de 15 años y más
35. Tratamiento quirúrgico de la hiperplasia benigna de la próstata en personas sintomáticas.
36. Ortesis (o ayudas técnicas) para personas de 65 años y más.
37. Accidente cerebrovascular isquémico en personas de 15 años y más.
38. Enfermedad pulmonar obstructiva crónica de tratamiento ambulatorio.
39. Asma bronquial y severa en menores de 15 años.
40. Síndrome de dificultad respiratoria en el recién nacido.
41. Tratamiento médico en personas de 55 años y más con artrosis de cadera y/o rodilla, leve o moderada.
42. Hemorragia subaracnoidea secundaria a ruptura de aneurismas cerebrales.
43. Tratamiento quirúrgico de tumores primarios del sistema nervioso central en personas de 15 años y más.
44. Tratamiento quirúrgico de hernia del núcleo pulposo lumbar.
45. Leucemia en personas de 15 años y más.
46. Urgencia odontológica ambulatoria.
47. Salud oral integral del adulto de 60 años.
48. Politraumatizado grave
49. Atención de urgencia del traumatismo cráneo encefálico moderado o grave.
50. Trauma ocular grave
51. Fibrosis quística
52. Artritis reumatoide
53. Consumo perjudicial y dependencia del alcohol y drogas en personas menores de 20 años.
54. Analgesia del parto
55. Gran quemado
56. Hipoacusia bilateral en personas de 65 años y más que requieren uso de audífono.

### Enfermedades incorporadas el 1 de julio de 2010
1. Retinopatía del prematuro.
2. Displasia pulmonar del prematuro.
3. Hipoacusia neurosensorial bilateral del prematuro.
4. Epilepsia no refractaria en personas de 15 años y más.
5. Asma bronquial en personas de 15 años y más.
6. Enfermedad de Parkinson
7. Artritis idiopática juvenil
8. Prevención secundaria de la insuficiencia renal crónica terminal.
9. Displasia luxante de caderas
10. Salud oral integral de la embarazada
11. Esclerosis múltiple remitente recurrente
12. Hepatitis B
13. Hepatitis C

### Enfermedades incorporadas el 1 de julio de 2013
1. Trastorno bipolar
2. Cáncer colorrectal
3. Cáncer de ovario
4. Cáncer de vejiga
5. Osteosarcoma
6. Hipotiroidismo
7. Tratamiento de hipoacusia moderada
8. Lupus eritematoso
9. Tratamiento quirúrgico de lesiones de la válvula aórtica
10. Tratamiento quirúrgico de lesiones de las válvulas mitral y tricúspide
11. Tratamiento de erradicación de helicobacter pylori.

### Enfermedades consideradas a partir del 1 de octubre de 2019
1. Cáncer de pulmón en personas de 15 años y más
2. Cáncer de tiroides diferenciado y medular en personas de 15 años y más
3. Cáncer renal en personas de 15 años y más
4. Mieloma múltiple en personas de 15 años y más
5. Enfermedad de Alzheimer y otras demencias

### Enfermedades consideradas a partir del 1 de octubre de 2022
1. Atención integral de salud en agresión sexual aguda
2. Rehabilitación por Covid-19

## Exámenes preventivos
Todas las personas, por solo el hecho de contar con la nacionalidad chilena, tienen derecho una vez al año y en forma gratuita, a realizarse un examen de medicina preventiva, el cual busca la identificación de los principales factores de riesgo de enfermedades de alta prevalencia, tales como tabaquismo, consumo excesivo de alcohol y obesidad, los que se asocian a enfermedades cardiovasculares; cáncer, cirrosis hepática y diabetes mellitus, entre otras, con el fin de reducir la mortalidad o el sufrimiento asociada a aquellas enfermedades o condiciones prevenibles o controlables, tanto para quien la padece como para su familia y la sociedad así como llegar con tratamiento gratuito y oportuno a estas enfermedades.